# 드림웍스 채널
드림웍스 채널(DreamWorks Channel)은 NBC유니버설이 운영하는 어린이 텔레비전 채널이다. 2015년 8월 1일에 태국에서 처음 송출됐고, 이후 나머지 아시아 지역과 유럽, 아프리카, 오세아니아, 라틴아메리카로 송출 지역이 확대됐다. 드림웍스 애니메이션의 작품들을 편성한다.
대한민국에서는 2016년 4월 27일에 지니 TV를 통해 송출이 시작되었다. 이후, 2018년 12월에 B TV, 2019년 1월경에 U+ TV에서 송출되었다.

## 프로그램 편성
- 《볼트론: 전설 속의 수호자》
- 《홈: 팁과 오의 모험》
- 《장화 신은 고양이의 신나는 모험》
- 《줄리언 대왕 만세》
- 《트롤 헌터: 아카디아의 전설》
- 《미스터 피바디와 셔먼 쇼》
- 《못말리는 패밀리 크루즈》
- 《터보 FAST》
- 《스피릿: 자유의 질주》
- 《다이노트럭스》
- 《다이노트럭스 업그레이드》
- 《트롤: 춤과 노래는 계속된다!》

### 스핀오프 프로그램
- 《Dreamworks Movie Moment》
- 《Swamp Talk》
- 《Sherk》
- 《Kung Fu Panda》
- 《Puss In Boots》

### 드림웍스 주니어
- 《장난감 나라의 노디 탐정》
- 《쿵쿵짝짝 라라》
- 《행복 배달부 팻의 특별한 우편 배달》
- 《안녕! 루퍼트》
- 《Fifi and the Flowertots》
- 《채소 극장 베지테일: 집에서 생긴 일》

## 해외 방송
| 시장                 | 피드                                         | 개국일           | 비고 |
| -------------------- | -------------------------------------------- | ---------------- | ---- |
| 아시아 태평양        | 태국                                         | 2015년 8월 1일   |      |
| 아시아 태평양        | 말레이시아                                   | 2015년 9월 10일  |      |
| 아시아 태평양        | 인도네시아                                   | 2016년 3월 2일   |      |
| 아시아 태평양        | 싱가포르                                     | 2016년 3월 3일   |      |
| 아시아 태평양        | 홍콩과 마카오                                | 2016년 4월 1일   |      |
| 아시아 태평양        | 대한민국                                     | 2016년 5월 3일   |      |
| 아시아 태평양        | 베트남                                       | 2020년 4월 1일   |      |
| 아시아 태평양        | 오스트레일리아                               | 2021년 7월 1일   |      |
| 아시아 태평양        | 필리핀                                       | 2021년 9월 11일  |      |
| 아시아 태평양        | 인도                                         | 2021년 11월 25일 |      |
| MENA                 |                                              | 2016년 8월 1일   |      |
| 네덜란드             |                                              | 2019년 7월 23일  |      |
| 사하라 이남 아프리카 |                                              | 2020년 8월 3일   |      |
| 스페인               |                                              | 2021년 2월 22일  |      |
| 라틴아메리카         |                                              | 2022년 4월 1일   |      |
| 프랑스               |                                              | 2022년 11월 21일 |      |
| 노르딕               | 덴마크, 핀란드, 노르웨이, 스웨덴, 아이슬란드 | 2022년 12월 21일 |      |

## 채널 번호
- 지니 TV - 962번
- B tv - 179번
- U+ TV - 309번

### 연혁
- 2016년 4월 27일 - 지니 TV 신규 런칭.
- 2018년 11월 30일 - 지니 TV에서 드림웍스 채널의 채널 번호가 131번에서 997번으로 변경.
- 2018년 12월 13일 - B tv 신규 런칭.
- 2018년 12월 28일 - U+ TV 신규 런칭.
- 2020년 8월 27일 - 지니 TV에서 드림웍스 채널의 채널 번호가 997번에서 962번으로 변경.
- 2021년 11월 16일 - U+ TV에서 드림웍스 채널의 채널 번호가 209번에서 309번으로 변경.
- 2022년 10월 25일 - B tv에서 드림웍스 채널의 채널 번호가 180번에서 179번으로 변경.

## 갹주
1. ↑  beIN MENA (2016년 7월 28일). “For the First Time in MENA DreamWorks channel in Arabic Exclusively on beIN” (PDF) (보도 자료) (영어). 글렌데일과 도하: 비인 미디어 그룹. 2018년 6월 26일에 확인함.

## 같이 보기
- 피콕 (스트리밍 서비스)
- 유니버설 키즈